# Верьер (Об)
Верье́р (фр. Verrières) — коммуна во Франции, находится в регионе Шампань — Арденны. Департамент — Об. Входит в состав кантона Люзиньи-сюр-Барс. Округ коммуны — Труа.
Код INSEE коммуны — 10406.
Коммуна расположена приблизительно в 150 км к юго-востоку от Парижа, в 85 км южнее Шалон-ан-Шампани, в 10 км к юго-востоку от Труа.

## Население
Население коммуны на 2008 год составляло 1685 человек.
| 1962 | 1968 | 1975 | 1982 | 1990 | 1999 | 2008 |
| ---- | ---- | ---- | ---- | ---- | ---- | ---- |
| 436  | 453  | 526  | 1414 | 1728 | 1724 | 1685 |

## Администрация
| Период | Период | Фамилия       | Партия | Примечания |
| ------ | ------ | ------------- | ------ | ---------- |
| 1954   | 1963   | Роже Морель   |        |            |
| 1963   | 1971   | Морис Жан     |        |            |
| 1971   | 1995   | Этьен Бертлен |        |            |
| 1995   | 2001   | Луи Лепаж     |        |            |
| 2001   | 2014   | Ален Пёшре    |        |            |

## Экономика
В 2007 году среди 1180 человек в трудоспособном возрасте (15—64 лет) 827 были экономически активными, 353 — неактивными (показатель активности — 70,1 %, в 1999 году было 73,3 %). Из 827 активных работали 779 человек (420 мужчин и 359 женщин), безработных было 48 (20 мужчин и 28 женщин). Среди 353 неактивных 99 человек были учениками или студентами, 176 — пенсионерами, 78 были неактивными по другим причинам.

## Достопримечательности
- Церковь святых Петра и Павла (XVI век). Памятник истории с 1937 года[3]
- Замок Сент-Авантен (XIX век). Памятник истории с 1995 года[4]
- Часовня Сент-Авантен[фр.] (XII век). Памятник истории с 1926 года[5]

## Фотогалерея

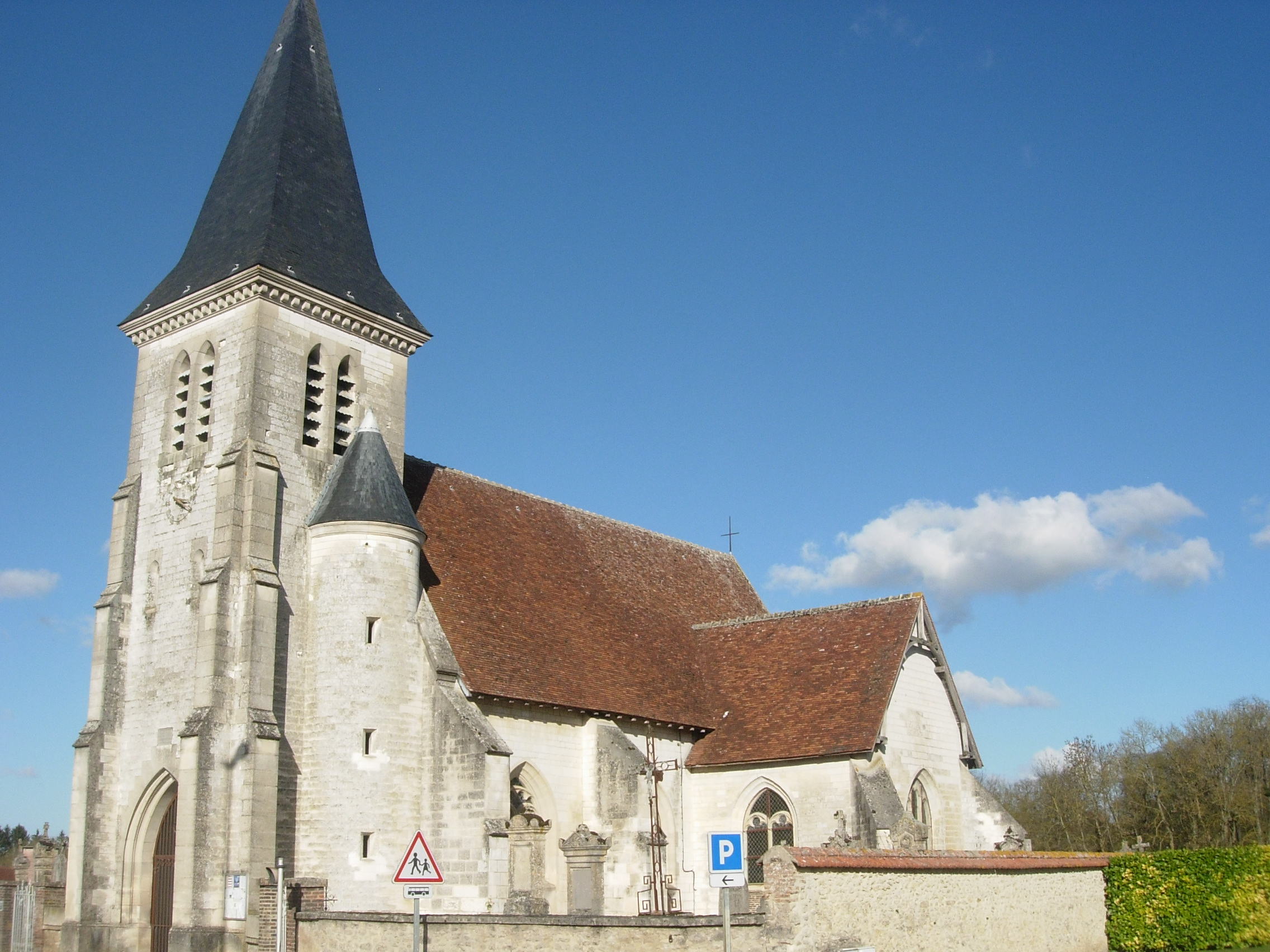
Церковь святых Петра и Павла
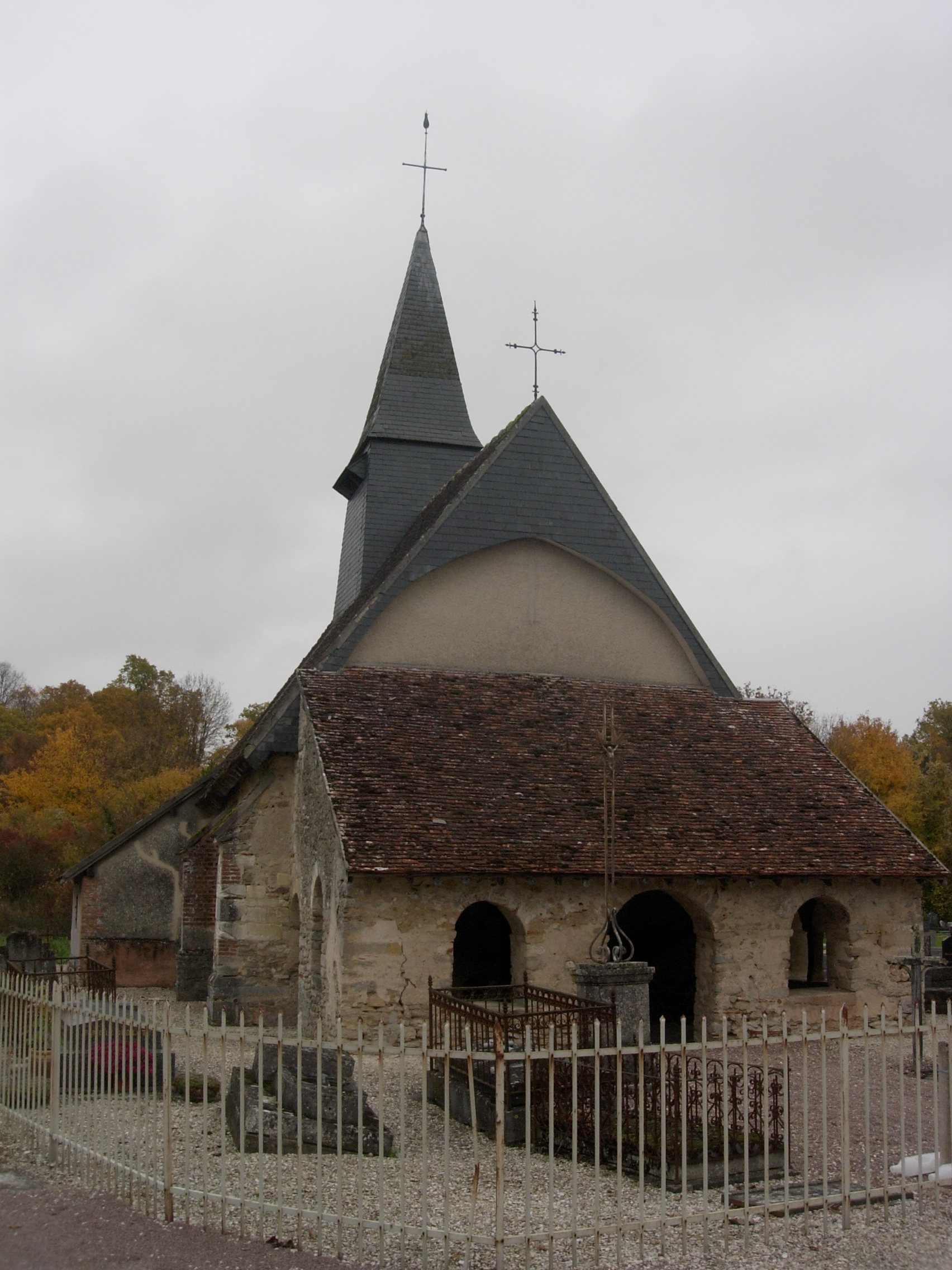
Часовня Сент-Авантен
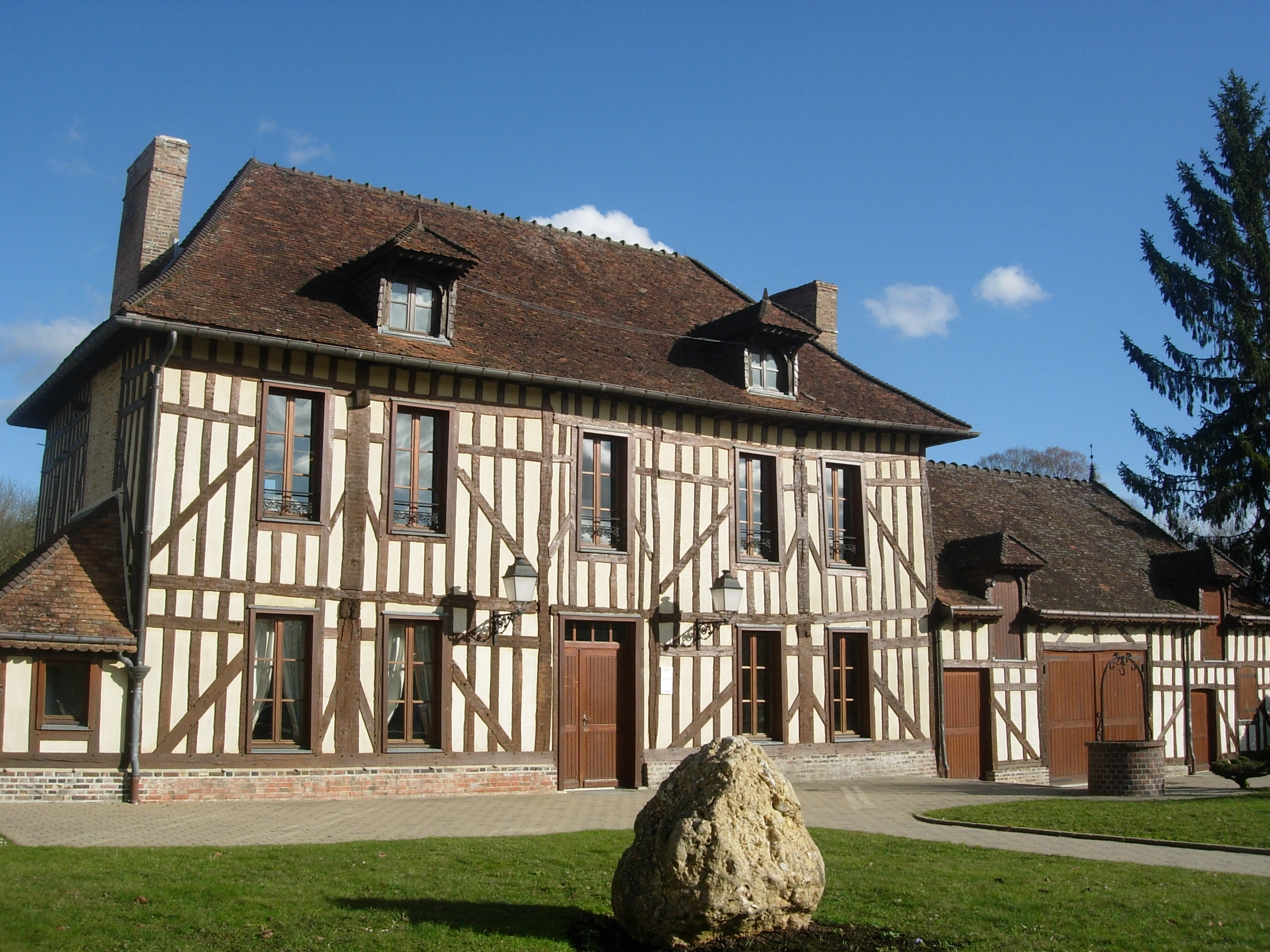
Библиотека
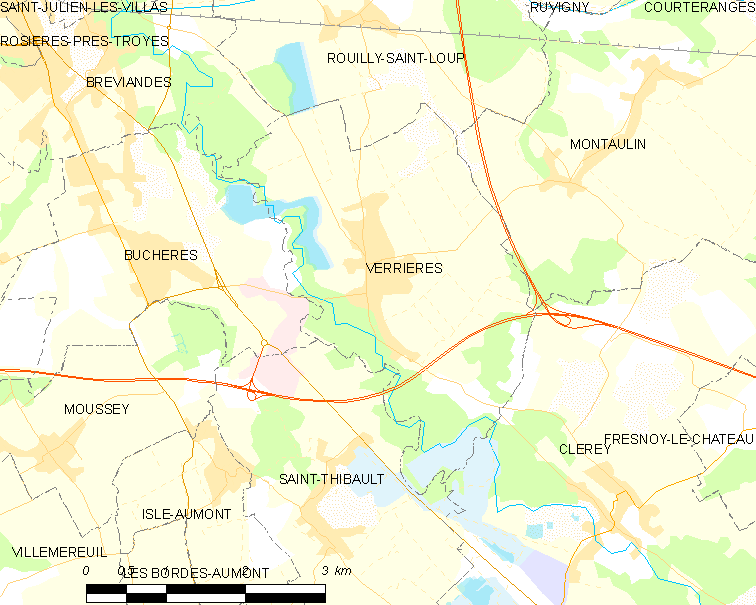
Карта коммуны